# Kohei Mishima
Kohei Mishima (三島 康平 Mishima Kōhei?, nacido el 15 de abril de 1987 en Urawa (actualmente Saitama), Saitama) es un futbolista japonés que se desempeña como delantero.

## Trayectoria

### Clubes
| Club                | País  | Año         |
| ------------------- | ----- | ----------- |
| Vissel Kobe         | Japón | 2010 - 2011 |
| Mito HollyHock      | Japón | 2012 - 2016 |
| Matsumoto Yamaga FC | Japón | 2016 -      |

## Estadística de carrera

### J. League
| Club                | Año   | J. League | J. League | Copa J. League | Copa J. League | Total | Total |
| Club                | Año   | Part.     | Goles     | Part.          | Goles          | Part. | Goles |
| ------------------- | ----- | --------- | --------- | -------------- | -------------- | ----- | ----- |
| Vissel Kobe         | 2010  | 0         | 0         | 0              | 0              | 0     | 0     |
| Vissel Kobe         | 2011  | 4         | 0         | 0              | 0              | 4     | 0     |
| Mito HollyHock      | 2012  | 9         | 0         | -              | -              | 9     | 0     |
| Mito HollyHock      | 2013  | 32        | 4         | -              | -              | 32    | 4     |
| Mito HollyHock      | 2014  | 35        | 5         | -              | -              | 35    | 5     |
| Mito HollyHock      | 2015  | 33        | 7         | -              | -              | 33    | 7     |
| Mito HollyHock      | 2016  | 24        | 9         | -              | -              | 24    | 9     |
| Matsumoto Yamaga FC | 2016  | 15        | 3         | -              | -              | 15    | 3     |
| Matsumoto Yamaga FC | 2017  | 18        | 0         | -              | -              | 18    | 0     |
| Total               | Total | 170       | 28        | 0              | 0              | 170   | 28    |